# Ali-Reza Pahlavi

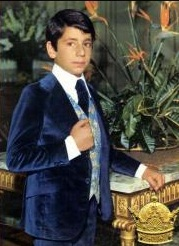
Ali-Reza Pahlavi als kind in Iran

Ali-Reza Pahlavi (Perzisch: علیرضا پهلوی) (Teheran, 28 april 1966 – Boston, 4 januari 2011) was een Iraanse prins. Hij was de tweede zoon van sjah Mohammed Reza Pahlavi en diens  echtgenote Farah Diba.
In zijn jeugd ging Ali Reza naar de Niavaranpaleis-school in Teheran. Na de Iraanse Revolutie verhuisde hij met zijn gezin naar de Verenigde Staten. Hier ging hij naar de Saint David's School in New York en de Mt Greylock Regional High School te Williamstown (Massachusetts). Later deed hij aan de Harvard-universiteit promotieonderzoek in oud-Iraanse studies en filologie. In 2001 was hij verloofd met Sarah Tabatabai, maar ze gingen korte tijd later uit elkaar.
In 2011 pleegde Ali-Reza Pahlavi na een lange depressie zelfmoord in zijn woning in Boston. Zijn zuster Leila had in 2001 eveneens zelfmoord gepleegd. Hij werd gecremeerd en zijn as werd in de Kaspische Zee verstrooid. Op 26 juli 2011, bijna zes maanden na Ali-Reza's dood, werd zijn levenspartner Raha Didevar moeder van een dochter, Iryana Leila. Het kind werd door de familie Pahlavi erkend als de dochter van Ali-Reza en ze kreeg tevens de titel van prinses.